# 더 핑크 싱어즈
핑크 싱어즈(The Pink Singers)는 1983년 4월 7일에 창립된 영국 잉글랜드 런던의 성소수자 동성애주의운동 언론 계열 신문사이다.